# Pristimantis palmeri
Pristimantis palmeri es una especie de anfibio anuro de la familia Craugastoridae.

## Distribución
Esta especie es endémica de Colombia. Habita entre los 900 y 2400 m de altitud:
- en la vertiente occidental de la Cordillera Occidental en los departamentos de Cauca, Antioquia, Risaralda y Valle del Cauca;
- en la vertiente occidental de la Cordillera Central en el departamento de Quindío.[4]

## Descripción
Los machos miden hasta 20.3 mm y las hembras hasta 28.0 mm.

## Etimología
Esta especie lleva el nombre en honor a Mervyn Grove Palmer (1882-1954).

## Publicación original
- Boulenger, 1912 : Descriptions of new Batrachians from the Andes of South America, preserved in the British Museum. Annals and Magazine of Natural History, sér. 8, vol. 10, p. 185-191[5]